# Alfonso Federico di Sicilia
Alfonso Federico di Salona, o di Atene. Federico Alfonso anche in spagnolo, in asturiano,  Fidiricu Alfonzu anche in siciliano, Frederico Alifonso in aragonese, Frederico Afonso in portoghese e in galiziano, Frederiko Alfontso in basco, Frederic Alfons in catalano, Frederick Alfonso in inglese, Frédéric Alphonse in francese e Friedrich Alfons in tedesco e Frederik Alfons in fiammingo (Catania, tra il 1290 e il 1294 – tra il 20 dicembre 1335 ed il 4 marzo 1339), fu vicario generale del Ducato di Atene, dal 1317, e del Ducato di Neopatria, dal 1319, triarca dell'isola di Eubea, dal 1318, signore di Salona, dal 1320 e conte di Malta e di Gozo, dal 1330, alla sua morte.

## Origini familiari
Era il figlio primogenito del re di Sicilia, Federico III d'Aragona (figlio maschio terzogenito del re d'Aragona, di Valencia e conte di Barcellona e altre contee catalane, poi anche re di Sicilia, Pietro III il Grande e di Costanza di Sicilia, che era figlia del re di Sicilia Manfredi (figlio illegittimo dell'imperatore Federico II di Svevia) quindi pretendente al trono di Sicilia) e della sua amante, una nobile catanese, Sibilla Sormella, figlia di Siro di Solimella e Ilagio di Santa Sofia.

## Biografia
Alfonso Federico crebbe alla corte del re d'Aragona, suo zio, Giacomo II il Giusto
Secondo la Cronaca di Ramon Muntaner la Compagnia Catalana lo aveva nominato suo comandante, nel 1313..
Poi suo padre, nel 1317, lo aveva nominato vicario generale del ducato di Atene, per conto del fratellastro,
Manfredi di Trinacria, in sostituzione di Berengario Estañol, morto da poco.
Quando Alfonso prese possesso della carica, anche Manfredi era morto e lui fu Vicario del nuovo duca, l'altro fratellastro, Guglielmo II era subentrato a Manfredi nel titolo di duca di Atene.
In quello stesso anno, Alfonso sposò Marulla da Verona, figlia di Bonifacio da Verona, Triarca dell'isola di Eubea (la parte sud). La Cronaca di Ramon Muntaner invece data il matrimonio nel 1313. Un documento, datato 2 settembre 1318, conferma che Alfonso Federico (dominus Alphonsus Friderici) sposò Marulla (Marule filie quondam nobilis domini Bonifatii de Verona) che ebbe una dote (castra Caristi et Larmene) garantita da Tommaso da Verona (Thomasatii fratris dicte Marule civis Venetiarum)
Dopo la morte del suocero, verso la fine di quell'anno, era divenuto Triarca il cognato Tommaso (nel 1324 la sorella gli concesse il castello di Larmena), che venne deposto da Alfonso e dalla moglie, Marulla.
Alfonso, divenuto, assieme alla moglie, Triarca di Eubea, conquistò l'isola, togliendola ai veneziani, ma su suggerimento di suo padre, che paventava un'alleanza di Venezia con gli angioini, restituì i territori conquistati, tenendosi solo i castelli di Karystos e Larmena.

Nel 1319, dopo che era morto, l'anno prima, il tiranno della Tessaglia, Giovanni Angelos II, Alfonso invase la Tessaglia e conquistò Loidoriki, Siderokastro, Zeitounion, Gardiki, Galaxidi e Vitrinitza; e tutto il territorio conquistato, con al centro la città di Neopatria, divenne un ducato, che prese il nome di Neopatria di cui Alfonso si nominò vicario generale.
Nel 1320, dopo che Roger Deslaur era morto, senza lasciare eredi, Alfonso si impadronì della Signoria di Salona.
Alla fine del 1330, Alfonso fu sostituito come vicario generale del ducato di Atene e Neopatria da Niccolo Lancia.
In compenso, suo padre, Federico III lo nominòl conte di Malta e Gozo, sotto la sovranità del re di Trinacria.
Alfonso comunque continuò ad interessarsi della Grecia.
Un documento datato 5 aprile 1331 conferma che Alfonso Federico (Alfonsum Friderici, insularum Melineti et Gaudisii comitem, dicti…regis Friderici filium) ed il fratellastro Guglielmo (domini Guilielmi duchatuum Athenarum et Neupatrie ducis…domini Frederici Sicilie regis…filii) furono artefici di un accordo di pace sull'isola di Eubea.
Nel 1335 Alfonso, così come il duca Guglielmo II e tutta la compagnia catalana furono scomunicati dal papa Benedetto XII.
Della morte di Alfonso non si hanno notizie sicure, ed è fissata tra il 20 dicembre 1335 ed il 4 marzo 1339.
Alfonso è considerato come il vero fondatore della dominazione catalano-aragonese (che durò circa 80 anni) in Grecia, e, dopo la sua morte, iniziò la fase discendente dei ducati che già, nel 1337, avevano subito una perdita territoriale, inclusa la zona di Farsala.

## Discendenza
Alfonso Federico da Marulla ebbe sette figli:
- Pietro Fadrique (?- prima del 1355), succedette al padre Signore di Salona, Loidoriki e di Egina e conte di Malta e Gozo. Perse tutto, nel 1350.
- Giacomo Fadrique (?- 1365/1366), nel 1355, successe al fratello come conte di Malta e Gozo, mentre gli altri domini facevano parte del ducato di Atene e Neopatria. Rientrò in possesso dell'isola di Egina, nel 1362. Giacomo fu vicario generale del ducato di Atene e Neopatria, tra il 1356 e il 1359. Da Giulia Barozzi ebbe un figlio:
  - Luigi Fadrique (?- 1381/1382), successe al padre come conte di Malta e Gozo, conte di Salona e altre località. Nel 1379, rientrò in possesso dell'isola di Egina. Fu vicario generale del ducato di Atene e Neopatria tra il 1375 e il 1381; riportò l'ordine nel ducato, contrastando anche Neri Acciaiuoli I, signore di Tebe. Aveva sposato Elena Cantacuzena, nipote dell'imperatore di Bisanzio, Giovanni VI, che gli aveva dato una figlia:
    - Maria Fadrique ( 1370-1394), successe al padre come contessa di Salona. Catturata dagli ottomani, venne data come consorte al sultano Bayezid I e morì in prigionia a Edirne.
- Giovanni Fadrique (?- 1362/1366), Signore di Egina e Salamina dal 1350 al 1362
- Bonifacio Fadrique (?- 1375/1376), successe al padre come Triarca dell'isola di Eubea (la parte sud), che vendette a Venezia, nel 1365, per 6.000 ducati. Succedette al fratello, Giovanni come Signore di Egina. Nel 1368 divenne cittadino di Venezia. Sposò una nobile veneziana, Lucia Barozzi, che gli diede tre figli:
  - Costanza Fadrique (?- dopo il 1380), che sposò un militare inglese, Ugo Calverley.
  - Giovanni Fadrique (?- dopo il 1381), che, nel 1381, divenne Signore di Egina
  - Pietro Fadrique (?- dopo il 1379), Signore di Egina, dal 1375. morì in prigione in Aragona, in quanto sostenitore di Maria di Sicilia contro Pietro IV di Aragona
- Guglielmo Fadrique, signore di Stiris
- Simona Fadrique (?- dopo il 1358), sposò Giorgio II Ghisi, Triarca dell'isola di Eubea, portando in dote la città di Tebe
- Giovanna Fadrique

## Ascendenza
|                             |   |                                 | Genitori               |  |  | Nonni |  |  | Bisnonni            |  |  | Trisnonni            |  |
|                             |   |                                 |                        |  |  |       |  |  | Giacomo I d'Aragona |  |  | Pietro II di Aragona |  |
|                             |   |                                 |                        |  |  |       |  |  | Giacomo I d'Aragona |  |  | Pietro II di Aragona |  |
|                             |   | Maria di Montpellier            |                        |  |  |       |  |  | Giacomo I d'Aragona |  |  |                      |  |
| Pietro III di Aragona       |   |                                 |                        |  |  |       |  |  | Giacomo I d'Aragona |  |  |                      |  |
|                             |   | Iolanda d'Ungheria              | Andrea II d'Ungheria   |  |  |       |  |  |                     |  |  |                      |  |
|                             |   | Iolanda d'Ungheria              | Andrea II d'Ungheria   |  |  |       |  |  |                     |  |  |                      |  |
|                             |   | Iolanda d'Ungheria              | Iolanda di Courtenay   |  |  |       |  |  |                     |  |  |                      |  |
| Federico III di Sicilia     |   | Iolanda d'Ungheria              |                        |  |  |       |  |  |                     |  |  |                      |  |
|                             |   | Manfredi di Sicilia             | Federico II di Svevia  |  |  |       |  |  |                     |  |  |                      |  |
|                             |   | Manfredi di Sicilia             | Federico II di Svevia  |  |  |       |  |  |                     |  |  |                      |  |
|                             |   | Manfredi di Sicilia             | Bianca Lancia          |  |  |       |  |  |                     |  |  |                      |  |
| Costanza II di Sicilia      |   | Manfredi di Sicilia             |                        |  |  |       |  |  |                     |  |  |                      |  |
|                             |   | Beatrice di Savoia              | Amedeo IV di Savoia    |  |  |       |  |  |                     |  |  |                      |  |
|                             |   | Beatrice di Savoia              | Amedeo IV di Savoia    |  |  |       |  |  |                     |  |  |                      |  |
|                             |   | Beatrice di Savoia              | Margherita di Borgogna |  |  |       |  |  |                     |  |  |                      |  |
| Alfonso Federico di Sicilia |   | Beatrice di Savoia              |                        |  |  |       |  |  |                     |  |  |                      |  |
|                             | … | …                               |                        |  |  |       |  |  |                     |  |  |                      |  |
|                             | … | …                               |                        |  |  |       |  |  |                     |  |  |                      |  |
|                             | … | …                               |                        |  |  |       |  |  |                     |  |  |                      |  |
| Siro di Solimella           | … |                                 |                        |  |  |       |  |  |                     |  |  |                      |  |
|                             |   | …                               | …                      |  |  |       |  |  |                     |  |  |                      |  |
|                             |   | …                               | …                      |  |  |       |  |  |                     |  |  |                      |  |
|                             |   | …                               | …                      |  |  |       |  |  |                     |  |  |                      |  |
| Sibilla Sormella            |   | …                               |                        |  |  |       |  |  |                     |  |  |                      |  |
|                             |   | Riccardo Tommaso di Santa Sofia | …                      |  |  |       |  |  |                     |  |  |                      |  |
|                             |   | Riccardo Tommaso di Santa Sofia | …                      |  |  |       |  |  |                     |  |  |                      |  |
|                             |   | Riccardo Tommaso di Santa Sofia | …                      |  |  |       |  |  |                     |  |  |                      |  |
| Ilagio di Santa Sofia       |   | Riccardo Tommaso di Santa Sofia |                        |  |  |       |  |  |                     |  |  |                      |  |
|                             |   | Maria di Ragusa                 | Guglielmo di Ragusa    |  |  |       |  |  |                     |  |  |                      |  |
|                             |   | Maria di Ragusa                 | Guglielmo di Ragusa    |  |  |       |  |  |                     |  |  |                      |  |
|                             |   | Maria di Ragusa                 | Costanza d'Antiochia   |  |  |       |  |  |                     |  |  |                      |  |
|                             |   | Maria di Ragusa                 |                        |  |  |       |  |  |                     |  |  |                      |  |